# 이다샘
이다샘(李다샘, 1989년 10월 31일 ~ ) 은 KBO 리그 투수이다.
원광대학교를 졸업하고 신고선수 신분으로 입단하였다.

## 출신 학교
- 서울 내발산초등학교
- 양천중학교
- 경동고등학교
- 원광대학교